# Équipe d'Algérie de rugby à sept
L'équipe d'Algérie de rugby à sept est l'équipe qui représente l'Algérie dans les principales compétitions internationales de rugby à sept. Elle rassemble les meilleurs joueurs d'Algérie sous le patronage de la Fédération algérienne de rugby.

## Histoire

### Les débuts de la discipline
Après un stage instauré dans les installations du Plessis-Robinson du Racing 92, la sélection algérienne dispute son premier tournoi officiel les 16 et 17 juin 2018, dans le cadre du Montauban sevens, l'une des étapes du circuit élite de la FFR. L'équipe est alors dirigée par les frères Boris et Terry Bouhraoua.
La création de cette équipe nationale de rugby à sept lui octroie le droit de participer au processus de qualification pour les Jeux olympiques de 2020.
Les Algériens remportent le tournoi de pré-qualification du championnat d'Afrique en 2023, s'imposant en finale contre le Nigeria sur le score de 24 à 5.

## Effectif actuel
- Manager : Ousmane Mané
- Entraîneur : Brahim Bouhraoua
- Entraîneur adjoint : Lou Bouhraoua

| Nom               | Poste            | Naissance        | Tournois joués (Pts marqués) | Ancien club senior | Année de 1re sélection |
| ----------------- | ---------------- | ---------------- | ---------------------------- | ------------------ | ---------------------- |
| Mehdi Boundjema   | Talonneur        | 7 juin 1990      | ? (?)                        | Valence Romans     | 2023                   |
| Kamil Bouregba    | Pilier           | 10 juillet 1999  | ? (?)                        | AS Bédarrides      | 2018                   |
| Ilias Bergal      | Pilier           | 6 avril 1996     | ? (?)                        | Toulouse           | 2023                   |
| Marvyn Youcef     | Pilier           | 21 octobre 1996  | ? (?)                        | CO Berre-l'Étang   | 2023                   |
| Elyes Amedjkouh   | Demi de mêlée    | 7 mars 1999      | ? (?)                        | CSM Gennevillier   | 2023                   |
| Samir Kharbouch   | Demi d'ouverture | 16 août 1993     | ? (?)                        | Bury St Edmunds    | 2023                   |
| Amine Miloudi     | Demi d'ouverture | 21 novembre 1995 | ? (?)                        | SO Avignon XIII    | 2023                   |
| Hakim Miloudi     | Centre           | 26 juin 1993     | ? (?)                        | Albi Rugby XIII    | 2023                   |
| Fares Boulkenafet | Centre           | 14 janvier 2002  | ? (?)                        | US Carcassonne     | 2023                   |
| Nabil Djalout     | Centre           | 28 mars 1989     | ? (?)                        | Céret sportif      | 2018                   |
| Nadir Megdoud     | Ailier           | 26 mars 1997     | ? (?)                        | Stade français     | 2023                   |
| Djamel Ouchene    | Ailier           | 31 janvier 1988  | ? (?)                        | CA Périgueux       | 2018                   |